# HD 20640
HD 20640，又名CD-48 900、SAO 216246、HR 998，是一颗恒星，视星等为5.85，位于銀經258.81，銀緯-54.94，其B1900.0坐标为赤經3h 14m 11s，赤緯-48° -54.94′ 5″。